# Clocușna, Ocnița
Clocușna este un sat din raionul Ocnița, Republica Moldova. Localitatea este situată la 230 km de Chișinău.
La Clocușna s-a născut cineastul Emil Loteanu.

## Geografie
Satul se află la granița de nord a Moldovei. Se învecinează cu Hădărăuți și Ocnița în R. Moldova și Mendicăuți, Gvăzdăuți și Secureni în Ucraina. Denumirea localității se presupune ca ar veni de la cuvântul „clocotici”, ceea ce înseamnă niște pomi mici, tufari.
Are o suprafață totală de 31,51 kilometri pătrați, fiind cuprins într-un perimetru de 29,03 km. Vatra satului are o suprafață de aproximativ 5,50 kilometri pătrați, cu un perimetru de 11,20 km.

## Istorie
Clocușna este atestată documentar pentru prima dată în anul 1447, cu denumirea „Clococina”:
„Din mila lui Dumnezeu, noi, Petru voievod, domn al Țării Moldovei. Facem cunoscut, cu aceasta carte a noastră, tuturor celor care o vor vedea sau o vor auzi citindu-se, ca a binevoit domnia mea, cu bunăvoia noastră, și cu inima curata și luminata și cu toata bunăvoia noastră, să întărim și să împuternicim mănăstirea noastră de la Neamț, unde este hramul sfânta înălțare a Domnului Dumnezeu și a mântuitorului nostru Isus Hristos, și am făcut pentru pomenirea sfântrăposatului tatălui nostru, Alexandru voievod, și pentru sănătatea noastră și am dat aceasta carte a noastră satelor mănăstirești de la Neamț, anume: Temisești, și Dvoreniști, și Cristienești, și Balosești, și Geminești, și Pașco, Petrica, și la gura Crăcăului, Săucești, și Bașoteni, și Fântânele, și Dumbrăvița, și Telebecinți, cu mori, și Clococina, și Cobâcini, și Bilosauți, și Dragomirești, și Hlăpești, și iezerele lor, Luciu și Zahorna.

...

Iar pentru mai mare putere a tuturor celor mai sus-scrise, am poruncit credinciosului nostru pan Ilie logofăt, să atârne pecetea noastră la aceast6carte a noastră.

A scris Oanța, la Suceava, în anul 6955 <1447>, luna august 22.”
La recensământul fiscal din anul 1772, organizat de autoritățile de ocupație țariste, în satul Clocușna au fost numărați 56 gospodării și bordeie, 2 fețe bisericești, 56 capi de familie și burlaci moldoveni răzeși și 2 capi de familie evrei. Moșia satului aparținea Mănăstirii Golia din Iași. Din punct de vedere administrativ-teriotorial, satul făcea parte din ocolul Nistrului, ținutul Hotin.
Anuarul Eparhiei Chișinăului și Hotinului publicat 1922, ne oferă următoarele informații despre satul Clocușna: Biserica „Sf. Evanghelist Ioan” zidită din lemn în 1893, 290 de gospodării de români, este casă de preot. Funcția de preot paroh era deținută Ambrosie Iaremciuc, de 42 ani, în serviciu pe loc din anul 1919. Cântăreț la biserică era Nicolai Popescu, pe atunci de 43 ani, absolvent al școlii medii, în serviciu ca învățător din 1899 și cântăreț începând cu anul 1908 pe loc.
În anul 1923, în satul Clocușna au fost înregistrate 670 menaje, 1952 bărbați și 1969 femei. Mediul economic era reprezentat cooperativă agricolă, 1 moară de aburi, 1 moară de vânt, 2 cârciumi. În sfera socială activau 3 școli primare mixte (de bbăieți și fete), poștă rurală, agenție de percepere, primărie.
Structura etnică a populației, 1930
     Români (96,5%)
     Evrei (1,6%)
     Ruși (1%)
     Alte etnii (0,9%)
La mijlocul perioadei interbelice în Clocușna funcționau 3 băcănii (deținute de Gucovschi Dănilă, Gucovschi Srul, Moroșan Grigore), 4 birturi (Blându Pavel, Curea Pavel, Moroșan Palaghia, Tentiac Vasile); 2 fierari (Cazac Andrei, Macri Martei), 1 măcelar (Bucarcitic Sitnion), 3 mori (Curila Ioan, Lotoțchi Leonte, Steopa Iacob), 2 rotari (Tcaci David, Tcaci Ion), 1 strungar (Scripnic Petre) și 2 treierătoare (Curila Ioan, Parascu Ioan).
La recensământul din anul 1930, în Clocușna au fost numărați 3591 locuitori, inclusiv: 3533 români, 34 ruși, 14 ucraineni (ruteni), 8 ruteni și 2 greci. Din punct de vedere lingvistic, 3544 locuitori au declarat limba română în calitate de limbă maternă, 31 - limba rusă și 8 - limba ucraineană.

## Demografie
În anul 1997, populația satului Clocușna a fost estimată la 2.961 de locuitori.
Conform datelor recensământului din anul 2004, populația satului constituie 2.502 de oameni, 47,72% fiind bărbați iar 52,28% femei. Structura etnică a populației în cadrul satului arată astfel: 97,40% - moldoveni/români, 1,64% - ucraineni, 0,84% - ruși, 0,04% - bulgari, 0.08% - alte etnii.
În satul Clocușna au fost înregistrate 890 de gospodării casnice la recensământul din anul 2004. Membrii acestor gospodării alcătuiau 2.479 de persoane, iar mărimea medie a unei gospodării era de 2,8 persoane. Gospodăriile casnice erau distribuite, în dependență de numărul de persoane ce le alcătuiesc, în felul următor: 23,82% - 1 persoană, 27,75% - 2 persoane, 17,53% - 3 persoane, 15,96% - 4 persoane, 9,55% - 5 persoane, 5,39% - 6 și mai multe persoane.

## Administrație și politică
Componența Consiliului local Clocușna (11 consilieri), ales la 5 noiembrie 2023, este următoarea:
|  | Partid                                       | Consilieri | Componență | Componență | Componență | Componență | Componență | Componență |
|  | -------------------------------------------- | ---------- | ---------- | ---------- | ---------- | ---------- | ---------- | ---------- |
|  | Partidul Acțiune și Solidaritate             | 6          |            |            |            |            |            |            |
|  | Partidul Socialiștilor din Republica Moldova | 3          |            |            |            |            |            |            |
|  | Partidul Comuniștilor din Republica Moldova  | 1          |            |            |            |            |            |            |
|  | Liga Orașelor și Comunelor                   | 1          |            |            |            |            |            |            |